# Synodontis ansorgii
Espèce
Synodontis ansorgii est une espèce de poissons-chats à l'envers originaire des rivières de Guinée, de Guinée-Bissau et de la Sierra Leone. Cette espèce atteint une longueur de 27,6 centimètres.